# بلک بیوت رنچ (اورگن)
بلک بیوت رنچ (به انگلیسی: Black Butte Ranch) یک منطقهٔ مسکونی در ایالات متحده آمریکا است که در Deschutes County واقع شده‌است. بلک بیوت رنچ ۲۱٫۲۹ کیلومتر مربع مساحت و ۳۶۶ نفر جمعیت دارد و ۱٬۰۲۱ متر بالاتر از سطح دریا واقع شده‌است.